# Phare de Punta Nati
Le Phare de Punta Nati est un phare situé sur Punta Nati au nord du port de Ciutadella de Menorca, à l'extrémité nord-ouest de l'île de Minorque, dans l'archipel des Îles Baléares (Espagne).
Il est géré par l'autorité portuaire des îles Baléares (Autoridad Portuaria de Baleares) au port d'Alcúdia.

## Histoire
Le long de la côte nord-ouest du port de Ciutadella, de nombreux naufrages dus aux courants océaniques et à l'influence des vents forts dans la région ont eu lieu. L'impulsion décisive pour la construction du phare a été le naufrage du bateau à vapeur français Général Chanzy le 9 février 1910 qui causa 156 morts, laissant un survivant.
L'ingénieur Mauro Serret a été chargé de la conception du bâtiment. Les travaux ont débuté le 5 juillet 1912 et le phare a été inauguré le 1er septembre 1913. La station est composée de deux maisons indépendantes d'un seul étage attenantes de chaque côté de la tour octogonale de 11,5 m, avec une galerie surmontée d'une lanterne. Tout l'édifice est réalisé de pierre. Le phare émet quatre flashs (1+3) de lumière blanche visibles jusqu'à 26 milles marins (33 km). Le phare est proche d'anciennes casemates datant de la Guerre civile espagnole.
Identifiant : ARLHS : BAL-026 ; ES-36680 - Amirauté : E0348 - NGA : 5220 .
|          |
| Le phare |

|                             |
| Punta Nati et les casemates |